# Крик в ночи (фильм, 1956)
«Крик в ночи» (англ. A Cry in the Night) — нуаровый триллер режиссёра Фрэнка Таттла, вышедший на экраны в 1956 году.
Фильм поставлен по роману Уита Мастерсона и рассказывает о психически больном 32-летнем мужчине (Реймонд Берр), который похищает 18-летнюю дочь капитана полиции (Натали Вуд) и держит её в заточении до тех пор, пока полиция (Брайан Донливи), отец девушки (Эдмонд О’Брайен) и её жених (Ричард Андерсон) не находят и не спасают её.
Элементы традиционного фильма нуар в этом фильме сочетаются с молодёжной проблематикой, набиравшей популярность в американском кинематографе под влиянием фильма «Бунтарь без причины» (1955).

## Сюжет
Вечером в калифорнийском городе, на укромную полянку, расположенную на городской возвышенности и известную как «Уголок влюблённых», приезжает на автомобилях немало молодых парочек, вырвавшихся из-под опеки родителей, которые слушают любимую музыку, говорят о школьном бале, рок-н-ролле и любви. Одну из этих парочек составляет 18-летняя Лиз Тэггерт (Натали Вуд) и её возлюбленный, молодой торговец автомобилями Оуэн Кларк (Ричард Андерсон). Они целуются и обсуждают дату своей свадьбы накануне Рождества. При этом Лиз отказывается приглашать Оуэна в свой дом и всячески оттягивает знакомство любимого парня со своими родителями. За ними из кустов подглядывает 32-летний психически больной Гарольд Лофтус (Реймонд Берр). Увлекшись созерцанием поцелуя, Гарольд выпускает из рук металлическую коробку для завтраков, которая с грохотом падает на землю. Услышав шум, Оуэн выходит с фонарём из машины и в кустах находит испуганного Гарольда. Когда Лиз зовёт Оуэна, тот поворачивается к Гарольду спиной, и в этот момент получает мощнейший удар металлической коробкой по голове, падает и теряет сознание. Увидев это, Лиз начинает кричать, но парочки по соседству принимают её крик за проявление любовной страсти. В конце концов Гарольд несколько раз бьёт Лиз по лицу, в результате чего девушка теряет сознание. Гарольд хватает девушку в охапку, сажает в машину Оуэна и увозит, бросая Оуэна на земле. Несколько минут спустя одна из парочек замечает лежащего Оуэна, и, пытаясь его взбодрить, льёт ему в рот виски. Так как парень не подаёт признаков жизни, парочка в испуге уезжает. Придя наконец в себя, Оуэн пошатываясь выходит из кустов, и проезжающий мимо полицейский патруль, приняв его за пьяного, отвозит в полицейский участок.
Тем временем Гарольд подъезжает с Лиз к своему старому разваливающемуся автомобилю, переносит Лиз в эту машину и уезжает, бросая кабриолет Оуэна. Гарольд привозит девушку на заброшенный кирпичный завод, где он устроил тайную комнатку в старом сарае.
В полицейском участке, куда доставляют Оуэна, полицейский врач определяет, что тот не пьян, просто у него шок и сотрясение мозга после сильного удара по голове, и убеждает дежурного ночной смены, капитана Эда Бейтса (Брайан Донлеви) провести дополнительные анализы и выяснить все обстоятельства произошедшего. В этот момент Оуэн начинает приходить в себя и постепенно вспоминает, что кто-то подглядывал за ними, а затем похитил его подружку Лиз Тэггерт. Бейтс понимает, что речь идёт о дочери его коллеги и сменщика, капитана Дэна Тэггерта (Эдмонд О’Брайен). Поздно вечером у себя дома строгий и деспотичный Тэггерт, его жена Хелен и его 37-летняя незамужняя сестра Мэдж (Мэри Лоуренс) ожидают возвращения Лиз. Дэн склонен чрезмерно контролировать поведение своей дочери и ограничивает её связи с другими парнями из опасения, что она свяжется с плохими людьми, которых он так много видит на работе. Несмотря на увещевания женщин, Дэн постепенно выходит из себя. Вскоре приезжает Бейтс, сообщая об исчезновении Лиз. Дэн вместе с Бейтсом немедленно отправляется в участок, где Бейтс знакомит его с Оэуном. Дэн реагирует на Оуэна недружелюбно и даже агрессивно, обвиняя парня в том, что это из-за него пропала Лиз. Бейтсу даже приходиться вмешаться и защитить Оуэна. Бейтс даёт указание немедленно разослать информацию о похищении Лиз во все соседние полицейские участки, выпустить на маршрут дополнительные патрульные машины, и на всех выездах из города выставить полицейские блокпосты. Вскоре полиция обнаруживает кабриолет Оуэна, а рядом с ним следы шин старого автомобиля, при этом один из следов заметно отличается от других по рисунку протектора. Тем временем в запертом сарае Лиз натыкается на убитую маленькую собачку. Гарольд невозмутимым голосом объясняет девушке, что убил собачку, потому что она всё время скулила. Лиз предпринимает две робкие попытки сбежать, однако Гарольд с угрозой в голосе просит её этого не делать. В остальное же время он разговаривает с Лиз очень нежным, вкрадчивым голосом, называя её своим другом. Гарольд предлагает Лиз платья, которые нашёл на заброшенном чердаке и рассказывает девушке о своей матери, которая полностью подчинила его себе, в результате чего над ним с детства все смеялись, и он всю жизнь остался совсем один. Он даже говорит, что ненавидит свою мать. Когда Лиз говорит, что он сумасшедший, Гарольд в раздражении направляет на неё оружие, после чего девушка теряет сознание. Тем временем мать Гарольда Мэйбел Лофтус (Кэрол Визи), начинает беспокоиться по поводу того, что её сын до сих пор не вернулся домой и оставил её без любимого абрикосового пирога, который он приносит ей каждый вечер. Она звонит в полицию, сообщая, что её «маленький такой хороший мальчик» до сих пор не вернулся. В ходе разговора с ней дежурный сержант полиции начинает понимать, что под «маленьким» она подразумевает своего 32-летнего сына. Это настораживает сержанта, и он решает доложить о звонке Бейтсу. Приглашённый Бейтсом полицейский психолог предполагает, что, исходя из характера и известных деталей похищения, вряд ли его мог совершить кто-либо из старых уголовников, и потому картотека и тотальные облавы по злачным местам вряд ли помогут им в розыске. С другой стороны, он предлагает серьёзно проверить заявление Мэйбел об исчезновении взрослого психически нездорового мужчины как возможную ниточку, ведущую к раскрытию похищения Лиз. Бейтс, Дэн и Оуэн немедленно направляются в дом миссис Лофтус. В пыли около дома они обнаруживают следы автопокрышек, которые совпадают со следами, обнаруженными около кабриолета Оуэна. Пока Оуэн ожидает снаружи, Бейтс и Дэн проходят в дом и беседуют с Мейбел, которая, кажется, в не меньшей степени взволнована отсутствием пирога, чем тем фактом, что её Гарольд мог похитить девушку. Дэн сдерживает себя из последних сил, выслушивая Мейбел, но в итоге им удаётся выяснить номер и марку старой машины, а также получить фотографию Гарольда. На улице Оуэн подтверждает, что человек на фото — это именно тот, кто на него напал. Дэн, озлобленный на Мэйбел за то, что она своим деспотичным отношением к сыну превратила его психически зависимого от неё маньяка, возлагает всю ответственность за похищение на неё, а сам отправляется домой. Тем временем Лиз приходит в себя после обморока, и решает восстановить контакт с Гарольдом, называя другом. В ответ он начинает заигрывать с ней и пытается поцеловать её так, как это делают парочки в «уголке влюблённых», однако Лиз с помощью разговоров удаётся отвлечь его внимание. Увидев, что у девушки на ноге порез, Гарольд уходит за водой, чтобы промыть рану. В этот момент Лиз берёт со стола его револьвер, и когда он возвращается, угрожает выстрелить, если он не даст ей уйти. Однако оружие оказывается не заряженным, а её попытка сбежать вновь приводит Гарольда в возбуждённое состояние, он отнимает револьвер и заряжает его. Лиз снова пытается отвлечь его разговорами о платьях, а он, называя её «моя девочка», целует её. Вскоре на кирпичный завод заезжает одна из полицейских машин, участвующих в розыске девушки. Обнаружив машину Гарольда, полицейские вызывают подкрепление. Увидев свет фар полицейской машины, Гарольд хватает Лиз и пытается сбежать с ней через потайной ход, ведущий в производственные цеха. Дома у Тэггертов Мэдж напоминает Дэну о том, как двенадцать лет назад из-за его враждебного отношения ей пришлось расстаться с парнем, в которого она была влюблена, и с тех пор она так и не вышла замуж. Женщины объясняют упрямому Дэну, что именно его нетерпимость по отношению к другим людям отпугивает друзей Лиз, и она, вероятно, потому и держала свою любовную жизнь в тайне, чтобы защитить своего парня от отца. Дэн отвечает, что таким образом он пытается защитить Лиз, на что Мэдж возражает, что именно чрезмерная опека с его стороны в данном случае поставила Лиз в столь опасное положение. Бейтс и Оуэн заезжают за Дэном, и они вместе направляются на кирпичный завод, где довольно быстро находят убежище Гарольда.  Оуэн идет один, и когда он находит туфлю Лиз, лежащую на земле, он понимает, что Лиз находится в лачуге. Преследуемый полицией, Гарольд стреляет в одного из полицейских, раня его, а затем чуть было не убивает Оуэна.  Полиция загоняет Гарольда в угол и заставляет прятаться в то время как Дэн идёт по его следу, а Оуэн обследует помещение на втором этаже. Сверху он видит, что Гарольд поджидает Дэна за углом, и в тот момент, когда преступник собирается выстрелить в Дэна, прыгает вниз и сбивает преступника с ног. Захватив инициативу, Дэн начинает избивать Гарольда, который плачет и зовёт свою мать. Лиз умоляет Дэна остановиться, после чего тот передаёт Гарольда в руки Бейтса. Дэн собирается увезти Лиз домой, при этом, обращаясь к Оуэну, предлагает ему поехать вместе с ними.

## В ролях
- Натали Вуд — Лиз Тэггерт
- Эдмонд О’Брайен — капитан Дэн Тэггерт
- Реймонд Берр — Гарольд Лофтус
- Брайан Донлеви — капитан Эд Бейтс
- Ричард Андерсон — Оуэн Кларк
- Мэри Лоуренс — Мэдж
- Кэрол Визи — Мэйбел Лофтус
- Энтони Карузо — Тони Чавес
- Харлан Уорд — сержант полиции Вик Огилви (в титрах не указан)

## История, положенная в основу фильма
В основу сценария фильма положен написанный в 1955 году роман Уита Мастерсона «Всё за одну ночь». Сценарий довольно точно следует сюжету романа, в котором рассказывалась история сексуально нездорового человека, находящегося под башмаком сварливой жены, который компенсирует свою ущербность, похищая девочку-тинэйджера. Наспех выполненное похищение идёт наперекосяк, и вскоре он становится предметом охоты, которую возглавляет отец девушки, капитан полиции. Как далее отмечает Калат, «это была подходящая концепция для триллера, но оставались детали, которые надо было подогнать, чтобы сделать из этой истории достойный фильм». В книге девушку вырубают в самом начале книги, «и с того момента обращаются с ней как с предметом мебели». Бойфренд девушки хочет помочь спасти её, но его убирает с пути агрессивный, неприятный и грубый отец девушки, который начинает охоту на чудовищного злодея. Сценарист Дэвид Дорторт взял историю за основу и переработал некоторые детали, сделав персонажей более интересными, в частности, сексуальный преступник из подкаблучника превратился в подавляемого маменькиного сынка. 32-летний девственник не имеет иной возможности провести время с женщиной, кроме как похитить её и спрятать в своём тайном логове. А объект его жадного внимания более не будет бессознательным объектом, как в книге, а станет девушкой, не менее страдающей от удушающего внимания своего чрезмерно опекающего отца, и кроме того способной увидеть какую-то человечность в своём похитителе. Бойфренд же будет же вызволен с задворок романа и примет активное участие в розыске похитителя вместе с отцом, где им вдвоём предстоит пережить немало минут драматического напряжения и взаимного неуважения.

## Создатели фильма и исполнители главных ролей
Популярный киноактёр Алан Лэдд и режиссёр Фрэнк Таттл впервые работали вместе в 1942 году на фильме нуар «Оружие для найма», который имел большой успех у публики и вознёс актёра в статус звезды первой величины. В том же году они сделали второй совместный фильм, криминальную комедию «Счастливчик Джордан» (1942). В 1954 году Лэдд вместе с женой создал собственную продюсерскую компанию «Ягуар», которая произвела вплоть до 1960 года десять фильмов, три из которых поставил Таттл: фильм нуар «Ад в заливе Фриско» (1955) с Лэддом в главной роли, «Крик в ночи» (1956) и приключенческую драму «Остров потерянных женщин» (1959).
Режиссёр Фрэнк Таттл начинал режиссёрскую карьеру ещё в немом кино в 1920-е годы, и проработал в кинематографе 35 лет во всех жанрах, «выжимая максимум практически из каждой предоставлявшейся ему возможности». В 1930-е годы его в основном использовали как постановщика комедий, таких как «Любовь среди миллионеров» (1930), «Эта ночь» (1932) и «Римские сплетни» (1933). В свои лучшие моменты он создал отличные криминальные триллеры, среди них «Стеклянный ключ» (1935), «Саспенс» (1946) и «Стрелок на улицах города» (1950).
В 1954 году Таттл принял предложение Лэдда о сотрудничестве, собрав для постановки «Крика в ночи» «впечатляющий актёрский состав». В дополнение к восходящей звезде Натали Вуд он пригласил Эдмонда О’Брайена и Брайана Донлеви, «ветеранов фильма нуар, прекрасно знакомых с фильмами такого типа, и способных сделать всё, что от них требуется, даже не просыпаясь».
Натали Вуд начинала кинокарьеру как ребёнок-актёр, однако настоящая слава к ней пришла в 1955 году после выхода проблемной подростковой драмы «Бунтарь без идеала» (1955), которая принесла ей первую номинацию на Оскар. Позднее свои наиболее значимые роли Вуд сыграла в фильмах «Искатели» (1956), «Великолепие в траве» (1961, номинация на Оскар), «Вестсайдская история» (1961), «Любовь с подходящим незнакомцем» (1963, номинация на Оскар) и «Большие гонки» (1965). Эдмонд О’Брайен сыграл главные роли в фильмах нуар «Убийцы» (1946), «Двойная жизнь» (1947), «Паутина» (1947), «Акт убийства» (1948), «Белая горячка» (1949), «Мёртв по прибытии» (1950), «711 Оушен Драйв» (1950) и «Попутчик» (1953). Брайан Донлеви известен по ролям в таких фильмах нуар, как «Стеклянный ключ» (1942), «Поцелуй смерти» (1947), «Удар» (1949), «Вымогательство» (1950) и «Большой ансамбль» (1955).
Роль потенциального насильника была предложена Реймонду Берру. «Как и О’Брайен с Донливи, Берр был опытным мастером в такого рода триллерах, но, как и Таттл, он стремился вырваться из своей клетки. Берр был крупным человеком с глубокими, одухотворёнными глазами и богатым обертонами звучным голосом. Его внешние данные позволяли ему играть как героев, так и злодеев, но к середине 1950-х годов он прочно застрял в последней категории. В отношении него сложился типаж дородного бандита, угрожающей личности без психологической глубины». Таких персонажей он, в частности, сыграл в фильмах нуар «Отчаянный» (1947), «Грязная сделка» (1948) и «Западня» (1948). Кроме того, он также исполнил интересные характерные роли в фильмах нуар «Спи, моя любовь» (1948), «Женщина его мечты» (1951), «М» (1951) и «Синяя гардения» (1953). Лишь в 1954 году Берру удалось добиться перелома. Альфред Хичкок пригласил его на роль убийцы в свой фильм «Окно во двор», однако показывал его исключительно издали и сквозь окно. «И тем не менее, если актёр появляетесь в шедевре, каков бы ни был его вклад, он может пожинать славу. В „Окне во двор“ Берр играл роль удивительно тонкого и вызывающего сочувствие убийцы, и эта работа показала, что у актёра есть немалый нереализованный потенциал… И создатели „Крика в ночи“ почувствовали, что Берр может быть идеальным выбором на роль партнёра Натали Вуд, так как сможет придать этому персонажу вызывающие сочувствие черты».

## Отношения Натали Вуд и Реймонда Берра во время съёмок фильма
Во время работы над фильмом 17-летняя Вуд проводила много времени наедине с 37-летним Берром. Колонки светских сплетен не могли однозначно понять характер этих встреч, обычно изображая их как отношения житейски мудрого взрослого мужчины, опекающего свою младшую протеже, подобно тому, как это делает профессор Хиггинс в отношении Элизы Дулиттл. Однако своим ближайшим друзьям Вуд описывала их отношения как настоящий роман, и даже намекала газетным репортёрам, что они скоро поженятся. Когда руководители «Уорнер бразерс» услышали, что их юная звезда встречается с мужчиной вдвое старше её, это вызвало серьёзное беспокойство. Официальные представители студии были направлены, чтобы разлучить их, но Натали настаивала на тайном продолжении их встреч. Самым большим препятствием в их отношениях была, однако, не разница в возрасте или вмешательство студии, а тот простой факт, что Берр был геем. В те времена об этом нельзя было говорить открыто, и некоторые циники подозревали, не использовал ли Берр молодую звезду просто для того, чтобы скрыть свою сексуальную ориентацию. По словам партнёра Берра, Роберта Беневидеса, Реймонд говорил ему, что по-настоящему любил Натали. Конечно, даже мужчина-гей найдёт для себя немалое наслаждение в компании такой очаровательной молодой женщины, как Натали Вуд. Публичная шумиха, окружавшая роман Натали Вуд и Реймонда Берра, и возможность увидеть героиню «Бунтаря без причины» привлекли огромные толпы на премьеру этого фильма летом 1956 года.

## Оценка фильма критикой

### Общая оценка фильма
Картина вызвала противоречивые, преимущественно негативные отклики критики. Как пишет Дэвид Калат: «Свет погас, и мрачная история сексуального подавления и мести начала разворачиваться на экране,… но публика начала подтрунивать и насмехаться над фильмом, и это была совершенно непредсказуемая реакция. Позднее Фрэнк Таттл утверждал, что картина была хитом, но это преувеличение. Она была сделана на нищенском бюджете, таком, что получение прибыли было практически гарантировано, но ни на критиков, ни на публику картина не произвела впечатления». После выхода фильма на экраны критик «Нью-Йорк таймс» Босли Кроутер назвал её «довольно безвкусной и кустарной мелодрамой», а современный критик Деннис Шварц, охарактеризовав фильм как «живую, но неинтересную, неубедительную и нервную криминальную драму категории В», добавил, что «студия „Уорнер“ пыталась продавать его как осовремененный фильм нуар, но сделать это было трудно, поскольку картина, несмотря на её злободневную тематику, выглядит исчерпавшим себя материалом более старых и слабых криминальных фильмов». Далее он отмечает, что «опытный режиссёр Фрэнк Таттл выполняет обычную для себя неинтересную работу», благодаря которой его «низкобюджетник несётся на высокой скорости, но не достигает при этом никакой достойной цели».
Дейв Калат считает, что «содержание этого фильма на десять лет опередило своё время, в то время, как форма представления материала на десять лет отстала от своего времени». По его мнению, это «в буквальном смысле подростковый фильм, частично детский и частично взрослый, неуклюже застрявший между тем, что было, и тем, что будет». Современный критик Хэл Эриксон полагает, что фильм «является неожиданно живой работой от обычно малоинтересного режиссёра Фрэнка Таттла». Другой современный критик Крейг Батлер, назвав картину «неровным и порой раздражающим криминальным триллером с нуаровыми обертонами (но которому не хватает сложного экзистенциализма настоящих нуаров)», рекомендует посмотреть его «любителям полицейских драм, поклонникам Натали Вуд и/или Реймонда Берра». Далее критик отмечает, что «несмотря на сценарные проблемы, фильм удерживает внимание зрителя», а «во всей истории есть нечто соблазнительно завлекающее».

### Характеристика фильма
Шварц называет фильм «в принципе рутинной полицейской процедурной криминальной драмой с неинтересным Андерсоном в роли вежливого, пресного бойфренда, раздражающим О’Брайеном в роли запугивающего отца и вспыльчивого представителя закона, и Берром, неестественным в качестве хнычущего одинокого вуайериста с тёмной натурой. Всё выглядит искусственно, начиная со сцен в хибаре между запуганной жертвой и хищником с заблудшей душой, вплоть до попытки расширить границы этой мелодрамы, введя в неё тему конфликта поколений».
Калат считает, что «фильм показывает последствия сексуального подавления», в результате которого «можно превратиться в страдающую старую деву, голодного до секса маньяка, или в жертву. Это захватывающая дух идея выражена здесь за десятилетие до наступления сексуальной революции 1960-х годов». Он также полагает, что этот «фильм нуар превращается в школьный образовательный курс». Частично в этом виноват сценарист Дорторт, который не доверял способности аудитории читать между строк; но, кроме того, «фильм стал разочаровывающим завершением впечатляющей карьеры Таттла». А финал картины, по словам Калата, «поставлен на промышленном складе, напоминая сходно поставленные режиссёром кульминации фильмов „Оружие для найма“ (1942) и „Стрелок на улицах“ (1950). Но то, что у Таттла когда-то было свежим и новаторским, теперь стало наскучившим и утомительным». Калат также отмечает, что «концепция фильма по Дорторту заявляет о конфликте поколений, что усиливается приглашением Натали Вуд», однако эта новаторская концепция сталкивается с отсталым режиссёрским мышлением Таттла. «С одной стороны, фильм утверждает „Это не фильм нуар ваших отцов!“, но затем предъявляет О’Брайена и Донлеви, которые ковыляют сквозь рутинные полицейские процедурные сцены, которые во всех смыслах смотрятся как работа предыдущего поколения».

### Характеристика работы актёров
Кроутер пишет, что «Натали Вуд, этот вездесущий тинэйджер „Уорнер бразерс“, которая в этом году уже пережила пугающее пленение в фильмах „Искатели“ (1956) и „Горящие холмы“ (1956), снова играет беззащитную заложницу в „Крике в ночи“. На этот раз нападение на мисс Вуд совершает помешанный на сексе маньяк, роль которого играет Реймонд Берр». Батлер считает, что «Вуд очень хорошо справляется с этой ролью, одной из многих, которые она сыграла на грани наступления взрослости, хотя все её лучшие усилия не в состоянии преодолеть некоторые наиболее нелепые моменты сценария». Шварц считает, что «роль Вуд не давала возможность раскрыть её персонаж, и её использовали исключительно как инструмент сюжета». Кроме того, «её бойфренд по фильму, Ричард Андерсон, больше похож на человека средних лет, чем на тинэйджера». По мнению Калата, «Андерсон столь же пресный, как и остальные актёры-ветераны — у его персонажа нет стержня, нет связи с реальностью, нет ничего общего с молодежью вокруг. Он является традиционным выбором на роль такого плана, и он живёт в ней умело, но в результате лишает фильм его цели. Андерсон — это не Джеймс Дин, он представляет тот же мир, что и О’Брайен с Донливи».
Шварц считает, что «Берр смотрится манерно и аффектированно в роли бросающего в дрожь, психически ненормального похитителя с эдиповым комплексом. Хотя в картине Берр похищает и мучает Вуд идиотскими разговорами, в реальной жизни у этих двух совершенно разных людей со значительной разницей в возрасте во время съёмок развивался хорошо разрекламированный роман». Батлер пишет, что тот «Берр, которого публика знала до телесериала „Перри Мейсон“ (1957—1966), это, как правило, зловещая фигура, обычно одиночка и аутсайдер. Таков он и в этом фильме, хотя ему удаётся вызывать некоторую долю невольной симпатии у зрителей. Он мог бы быть просто презренным злодеем, но он настолько страдает от воздействия своей матери, и, что ещё более вероятно, от психического расстройства, что его даже становится жаль». Но его не стоит особенно жалеть, просто вызываемые его игрой чувства «немного неоднозначны». Критик также считает, что «Эдмонд О’Брайен справился с ролью отца не очень хорошо, он выглядит скорее как ходячая кукла, изображающая крутого парня, нити управления которой находятся в руках сценаристов, чем как по-настоящему живой человек. Даже его истинная и вполне понятная забота о дочери выглядит натянуто и временами немного пугает».